# Tanya Lopert
Tanya Louise Lopert, född 19 juni 1942 i New York City, New York, är en fransk skådespelare.

## Roller i urval
- 1962 – Titanernas kamp
- 1964 – Dödens kupé
- 1964 – La chasse à l'homme
- 1965 – Hej Pussycat
- 1965 – Lady L
- 1966 – Navajo Joe
- 1969 – Fellini Satyricon
- 1972 – Den siste riddarvampyren
- 1977 – Ödets hand
- 1978 – Den stora fabriken
- 1981 – Smutstvätt
- 1984 – En ynglings memoarer
- 1984 – Viva la vie!
- 1986 – En man och en kvinna – 20 år senare
- 1988 – Quelques jours avec moi
- 2004 – Tiderna förändras
- 2011 – Carnage